# مشكلة النوع
مشكلة النوع هو مصطلح يشير إلى مزيج من الأسئلة الصعبة والمترابطة التي غالبا ما تطرح نفسها عندما يُعَرِّف الأحيائيون مفهوم «النوع». تعريفات مفهوم النوع عادةً تستند إلى طريقة تكاثر الأفراد. وهذا يعني أنَّ التعريفات التي تنطبق على بعض الكائنات الحية (مثل الطيور)، قد تكون غير صالحة بالنسبة لكائنات أخرى (كالبكتيريا). هذه الدلالة الحالية للمصطلح «مشكلة النوع» تختلف عن المعنى الذي كان يُشير إليه المصطلح خلال القرن التاسع عشر ومطلع القرن العشرين، أي كما استعمله داروين وغيره. فبالنسبة لداروين مشكلة النوع كانت الكيفية التي تنشأ بها الأنواع.